# 다카라즈카 가극단 78기생
다카라즈카 가극단 78기생은, 1990년에 다카라즈카 음악학교에 입학, 1992년, 다라카즈카 가극단에 입단하여, 유키구미 공연 『이 사랑은 구름의 끝까지(この恋は雲の涯まで)』로 초무대를 밟은 40명을 가리킨다.

## 개요
주요 학생은,  톱스타 경험자인 세나 준, 타카시로 케이, 오오조라 유우히, 단 레이, 그 외로는 츠키구미 여역으로 활동한 치히로 레이카, 호시구미 남역 스타로 활동한 유메키 노아, 오토와 료가 있다.
2012년 7월 1일, 오오조라의 퇴단으로 78기 전원 퇴단하였다.

## 일람
| 예명            | 생일      | 출신지                     | 출신학교                              | 예명의 유래                                 | 애칭                | 역할 | 퇴단년도 | 비고 |
| --------------- | --------- | -------------------------- | ------------------------------------- | ------------------------------------------- | ------------------- | ---- | -------- | --- |
| 眉月凰          | 9월 4일   | 오카야마현 오카야마시      | 오카야마현립 오카야마죠토고등학교     | 태어난 달에서 따옴                          | 토모요, 토모욘      | 남역 | 2011년   | |
| 마유즈키 코우   | 9월 4일   | 오카야마현 오카야마시      | 오카야마현립 오카야마죠토고등학교     | 태어난 달에서 따옴                          | 토모요, 토모욘      | 남역 | 2011년   | |
| 千紘れいか      | 9월 30일  | 도쿄도 고쿠분지시          | 메이세이고등학교                      |                                             | 아츠, 아츠코, 앗짱  | 남역 | 2000년   | 후에 여역 전환 |
| 치히로 레이카   | 9월 30일  | 도쿄도 고쿠분지시          | 메이세이고등학교                      |                                             | 아츠, 아츠코, 앗짱  | 남역 | 2000년   | 후에 여역 전환 |
| 渓なつき        | 1월 16일  | 도쿄도 히가시쿠루메시      | 지유노모리가쿠엔                      | 가족이 고안                                 | 유키에              | 여역 | 1995년   | |
| 케이 나츠키     | 1월 16일  | 도쿄도 히가시쿠루메시      | 지유노모리가쿠엔                      | 가족이 고안                                 | 유키에              | 여역 | 1995년   | |
| 華路ゆうき      | 6월 7일   | 나가노현 코쇼쿠시          | 나가노현시노노이고등학교              | 존경하는 선생님이 명명                      | 톤치, 토모짱        | 남역 | 2000년   | |
| 카지 유우키     | 6월 7일   | 나가노현 코쇼쿠시          | 나가노현시노노이고등학교              | 존경하는 선생님이 명명                      | 톤치, 토모짱        | 남역 | 2000년   | |
| 華月あや        | 2월 11일  | 카나가와현 히라츠카시      | 카나가와현립 니노미야고등학교         | 가족이 고안                                 | 아야카              | 남역 | 1996년   | |
| 하나즈키 아야   | 2월 11일  | 카나가와현 히라츠카시      | 카나가와현립 니노미야고등학교         | 가족이 고안                                 | 아야카              | 남역 | 1996년   | |
| 夏風りお        | 12월 6일  | 도쿄도 코다이라시          | 메지로가쿠엔고등학교                  | 남미의 지명                                 | 리에, 리오          | 남역 | 2000년   | |
| 나츠카제 리오   | 12월 6일  | 도쿄도 코다이라시          | 메지로가쿠엔고등학교                  | 남미의 지명                                 | 리에, 리오          | 남역 | 2000년   | |
| 苑宮令奈        | 6월 17일  | 카나가와현 요코하마시      | 요코하마공립가쿠엔                    | 가족이 고안                                 | 오토와, 노리코,나스 | 여역 | 1999년   | 엄마 유키시로 치즈루 (48) |
| 소노미야 레이나 | 6월 17일  | 카나가와현 요코하마시      | 요코하마공립가쿠엔                    | 가족이 고안                                 | 오토와, 노리코,나스 | 여역 | 1999년   | 엄마 유키시로 치즈루 (48) |
| 彩苑ゆき        | 5월 20일  | 카나가와현 요코하마시      | 카나가와현립 요코하마마스이란고등학교 | 가족이 고안                                 | 윳짱, 윳치          | 여역 | 2009년   | |
| 아야조노 유키   | 5월 20일  | 카나가와현 요코하마시      | 카나가와현립 요코하마마스이란고등학교 | 가족이 고안                                 | 윳짱, 윳치          | 여역 | 2009년   | |
| 音羽椋          | 8월 11일  | 카나가와현 치가사키시      | 카나가와현립 치가사키고등학교         | 본명에서 따옴                               | 오토코              | 남역 | 2000년   | |
| 오토와 료       | 8월 11일  | 카나가와현 치가사키시      | 카나가와현립 치가사키고등학교         | 본명에서 따옴                               | 오토코              | 남역 | 2000년   | |
| 麻田こう        | 4월 20일  | 효고현 다카라즈카시        | 성모피승천가쿠인고등학교              | 존경하는 사람이 명명                        | 마야                | 남역 | 1996년   | 엄마 슈 레이카 (51) |
| 아사다 코우     | 4월 20일  | 효고현 다카라즈카시        | 성모피승천가쿠인고등학교              | 존경하는 사람이 명명                        | 마야                | 남역 | 1996년   | 엄마 슈 레이카 (51) |
| 美夜寿安里      | 3월 17일  | 효고현 고베시 히가시나다구 | 고베카이세이죠시가쿠인고등학교        | 코지키에서 할아버지가 고안                  | 비부라, 비부        | 남역 | 1995년   | |
| 미야스 아리     | 3월 17일  | 효고현 고베시 히가시나다구 | 고베카이세이죠시가쿠인고등학교        | 코지키에서 할아버지가 고안                  | 비부라, 비부        | 남역 | 1995년   | |
| 穂高ゆう        | 3월 22일  | 후쿠오카현 우키바군        | 후쿠오카현립 아사쿠라고등학교         | 가족이 고안                                 | 곤짱                | 남역 | 1998년   | |
| 호다카 유우     | 3월 22일  | 후쿠오카현 우키바군        | 후쿠오카현립 아사쿠라고등학교         | 가족이 고안                                 | 곤짱                | 남역 | 1998년   | |
| 綾奈舞          | 3월 24일  | 교토부 교토시              | 테즈카야마가쿠엔                      | 가족이 고안                                 | 히사에              | 여역 | 1997년   | 친척 유메카 아미 (96) 아사히방송 「탐정! 나이트 스쿱」의 「20년 이상, 깔보는 언니를 이기고싶다!」(2013년 11월 22일 방송분)에 출연. |
| 아야나 마이     | 3월 24일  | 교토부 교토시              | 테즈카야마가쿠엔                      | 가족이 고안                                 | 히사에              | 여역 | 1997년   | 친척 유메카 아미 (96) 아사히방송 「탐정! 나이트 스쿱」의 「20년 이상, 깔보는 언니를 이기고싶다!」(2013년 11월 22일 방송분)에 출연. |
| 夢輝のあ        | 3월 23일  | 홋카이도 무로란시          | 홋카이도립 무로란고등학교             | 부모님과 고안                               | 넷탄                | 남역 | 2003년   | |
| 유메키 노아     | 3월 23일  | 홋카이도 무로란시          | 홋카이도립 무로란고등학교             | 부모님과 고안                               | 넷탄                | 남역 | 2003년   | |
| 貴城けい        | 5월 22일  | 도쿄도 세타가야구          | 성도미니코가쿠엔중학교                | 언니의 예명                                 | 카시게, 카시, 리에  | 남역 | 2007년   | 언니 츠즈시로 아이 (77) |
| 타카시로 케이   | 5월 22일  | 도쿄도 세타가야구          | 성도미니코가쿠엔중학교                | 언니의 예명                                 | 카시게, 카시, 리에  | 남역 | 2007년   | 언니 츠즈시로 아이 (77) |
| 瀬奈じゅん      | 4월 1일   | 도쿄도 스기나미구          | 도쿄분카고등학교                      | 아이르통 세나, 아리아케 준에서 아빠가 명명  | 아사코              | 남역 | 2009년   | |
| 세나 준         | 4월 1일   | 도쿄도 스기나미구          | 도쿄분카고등학교                      | 아이르통 세나, 아리아케 준에서 아빠가 명명  | 아사코              | 남역 | 2009년   | |
| 真於夏希        | 12월 1일  | 교토부 교토시 후시미구     | 카세이가쿠엔고등학교                  |                                             | 낫짱, 나츠키짱      | 여역 | 1997년   | |
| 마오 나츠키     | 12월 1일  | 교토부 교토시 후시미구     | 카세이가쿠엔고등학교                  |                                             | 낫짱, 나츠키짱      | 여역 | 1997년   | |
| 紫蘭ますみ      | 3월 25일  | 오사카부 오사카시          | 시로호시가쿠엔고등학교                | 존경하는 사람이 명명                        | 마스미              | 남역 | 2009년   | |
| 시란 마스미     | 3월 25일  | 오사카부 오사카시          | 시로호시가쿠엔고등학교                | 존경하는 사람이 명명                        | 마스미              | 남역 | 2009년   | |
| 司祐輝          | 11월 15일 | 도쿄도 스기나미구          | 도쿄분카고등학교                      |                                             | 츠카사              | 남역 | 2000년   | |
| 츠카사 유우키   | 11월 15일 | 도쿄도 스기나미구          | 도쿄분카고등학교                      |                                             | 츠카사              | 남역 | 2000년   | |
| 羽純るい        | 11월 19일 | 도쿄도 세타가야구          | 도쿄분카고등학교                      | 은사가 명명                                 | 냥                  | 여역 | 2000년   | |
| 하즈미 루이     | 11월 19일 | 도쿄도 세타가야구          | 도쿄분카고등학교                      | 은사가 명명                                 | 냥                  | 여역 | 2000년   | |
| 紫月光          | 7월 2일   | 나라현 나라시              | 킨란카이가쿠엔고등학교                | 존경하는 사람이 명명                        | 쿠미요, 코쇼        | 남역 | 1998년   | |
| 시즈키 코우     | 7월 2일   | 나라현 나라시              | 킨란카이가쿠엔고등학교                | 존경하는 사람이 명명                        | 쿠미요, 코쇼        | 남역 | 1998년   | |
| 奈々まりか      | 4월 17일  | 교토부 나가오카쿄시        | 헤이안죠가쿠인고등학교                | 부모님과 고안                               | 마리카, 놋쿠        | 여역 | 2000년   | |
| 나나 마리카     | 4월 17일  | 교토부 나가오카쿄시        | 헤이안죠가쿠인고등학교                | 부모님과 고안                               | 마리카, 놋쿠        | 여역 | 2000년   | |
| 赤坂実樹        | 5월 18일  | 도쿄도 세타가야구          | 야마와키가쿠엔                        | 가족이 고안                                 | 미-                 | 남역 | 1997년   | |
| 아카사카 미키   | 5월 18일  | 도쿄도 세타가야구          | 야마와키가쿠엔                        | 가족이 고안                                 | 미-                 | 남역 | 1997년   | |
| 夕奈あき        | 9월 5일   | 효고현 니시노미야시        | 무코가와가쿠인고등학교                | 가족이 고안                                 | 유나                | 여역 | 1995년   | 아빠 전 마이니치방송 아나운서 노무라 케이지                                                                                        |
| 유우나 아키     | 9월 5일   | 효고현 니시노미야시        | 무코가와가쿠인고등학교                | 가족이 고안                                 | 유나                | 여역 | 1995년   | 아빠 전 마이니치방송 아나운서 노무라 케이지                                                                                        |
| 安野凌          | 2월 13일  | 도쿄도 오오타구            | 모리무라가쿠엔                        | 회화 「수태고지(受胎告知)」에서 언니가 명명 | 케이                | 남역 | 1993년   | |
| 안노 료         | 2월 13일  | 도쿄도 오오타구            | 모리무라가쿠엔                        | 회화 「수태고지(受胎告知)」에서 언니가 명명 | 케이                | 남역 | 1993년   | |
| 花吹まい        | 9월 15일  | 카나가와현 요코스카시      | 카나가와현립 오치하마고등학교         | 존경하는 사람에게 상담                      | 마리코              | 여역 | 1997년   | |
| 하나부키 마이   | 9월 15일  | 카나가와현 요코스카시      | 카나가와현립 오치하마고등학교         | 존경하는 사람에게 상담                      | 마리코              | 여역 | 1997년   | |
| 裕三佳          | 3월 24일  | 도쿄도 메구로구            | 토키와마츠가쿠엔고등학교              | 본명에서 존경하는 사람이 선택               | 모리, 모리모리      | 남역 | 1995년   | |
| 히로 미요시     | 3월 24일  | 도쿄도 메구로구            | 토키와마츠가쿠엔고등학교              | 본명에서 존경하는 사람이 선택               | 모리, 모리모리      | 남역 | 1995년   | |
| 大空祐飛        | 6월 22일  | 도쿄도 세타가야구          | 덴엔쵸후 후타바중학교                 | 아빠가 명명                                 | 유우히              | 남역 | 2012년   | |
| 오오조라 유우히 | 6월 22일  | 도쿄도 세타가야구          | 덴엔쵸후 후타바중학교                 | 아빠가 명명                                 | 유우히              | 남역 | 2012년   | |
| 大鷹つばさ      | 5월 25일  | 도쿄도 나카노구            | 도툐도립 에이후쿠고등학교             | 존경하는 선생님이 명명                      | 윤탄, 오-타카짱     | 남역 | 1999년   | |
| 오오타카 츠바사 | 5월 25일  | 도쿄도 나카노구            | 도툐도립 에이후쿠고등학교             | 존경하는 선생님이 명명                      | 윤탄, 오-타카짱     | 남역 | 1999년   | |
| 水穂野清香      | 12월 1일  | 카나가와현 사가미하라시    | 모리무라가쿠엔                        | 존경하는 사람에게 상담하여 명명             | 미카                | 여역 | 1996년   | |
| 미즈호노 세이카 | 12월 1일  | 카나가와현 사가미하라시    | 모리무라가쿠엔                        | 존경하는 사람에게 상담하여 명명             | 미카                | 여역 | 1996년   | |
| 歌花由美        | 3월 22일  | 효고현 이타미시            | 고베야마테죠시가쿠엔                  | 존경하는 선생님이 명명                      | 유미                | 여역 | 2006년   | |
| 우타하나 유미   | 3월 22일  | 효고현 이타미시            | 고베야마테죠시가쿠엔                  | 존경하는 선생님이 명명                      | 유미                | 여역 | 2006년   | |
| 瞳里佳          | 8월 8일   | 와카야마현 하시모토시      | 하시모토고등학교                      | 존경하는 선생님이 명명                      | 화-화               | 여역 | 1996년   | |
| 히토미 리카     | 8월 8일   | 와카야마현 하시모토시      | 하시모토고등학교                      | 존경하는 선생님이 명명                      | 화-화               | 여역 | 1996년   | |
| 響まりあ        | 2월 2일   | 도쿄도 오오타구            | 코오란여학교                          | 존경하는 사람의 이름                        | 마리아              | 여역 | 1996년   | |
| 히비키 마리아   | 2월 2일   | 도쿄도 오오타구            | 코오란여학교                          | 존경하는 사람의 이름                        | 마리아              | 여역 | 1996년   | |
| 海宝珠起        | 6월 9일   | 카나가와현 후지사와시      | 쇼난가쿠엔                            | 바다의 보석인 진주가 빛나는 것처럼          | 타마키, 미치요      | 여역 | 2002년   | |
| 카이호 타마키   | 6월 9일   | 카나가와현 후지사와시      | 쇼난가쿠엔                            | 바다의 보석인 진주가 빛나는 것처럼          | 타마키, 미치요      | 여역 | 2002년   | |
| 夕貴真緒        | 2월 10일  | 효고현 다카라즈카시        | 유리가쿠인고등학교                    | 존경하는 사람이 명명                        | 마키                | 남역 | 2001년   | |
| 유우키 마오     | 2월 10일  | 효고현 다카라즈카시        | 유리가쿠인고등학교                    | 존경하는 사람이 명명                        | 마키                | 남역 | 2001년   | |
| 遥奈りお        | 9월 17일  | 아오모리현 하치노헤시      | 아오모리현립 하치노헤히가시고등학교   | 자신이 고안                                 | 케이쵸              | 남역 | 1997년   | |
| 하루나 리오     | 9월 17일  | 아오모리현 하치노헤시      | 아오모리현립 하치노헤히가시고등학교   | 자신이 고안                                 | 케이쵸              | 남역 | 1997년   | |
| 天乃悠華        | 1월 12일  | 도쿄도 분쿄구              | 메구로가쿠엔                          | 요네쿠라 마사카네가 명명                    | 오쟈                | 남역 | 1996년   | |
| 아마노 유카     | 1월 12일  | 도쿄도 분쿄구              | 메구로가쿠엔                          | 요네쿠라 마사카네가 명명                    | 오쟈                | 남역 | 1996년   | |
| 公智香          | 8월 28일  | 도쿄도 신주쿠구            | 여자성학원고등학교                    | 존경하는 선생님이 명명                      | 앗쿤                | 남역 | 1995년   | |
| 키미 토모카     | 8월 28일  | 도쿄도 신주쿠구            | 여자성학원고등학교                    | 존경하는 선생님이 명명                      | 앗쿤                | 남역 | 1995년   | |
| 花咲里香        | 6월 9일   | 교토부 교토시 사쿄구       | 노트르담죠가쿠인고등학교              | 존경하는 사람이 선택                        | 리사, 리삿피        | 여역 | 2000년   | |
| 하나사키 리카   | 6월 9일   | 교토부 교토시 사쿄구       | 노트르담죠가쿠인고등학교              | 존경하는 사람이 선택                        | 리사, 리삿피        | 여역 | 2000년   | |
| 檀れい          | 8월 4일   | 효고현 미카타군            | 하마사카고등학교                      | 檀 (마유미)                                 | 단, 마유미          | 여역 | 2005년   | |
| 단 레이         | 8월 4일   | 효고현 미카타군            | 하마사카고등학교                      | 檀 (마유미)                                 | 단, 마유미          | 여역 | 2005년   | |